# Justo antes de Cristo
Justo antes de Cristo es una serie de televisión española producida por Movistar+. Se estrenó el 5 de abril de 2019. La segunda temporada se entrenó el 13 de marzo de 2020.

## Sinopsis
Año 31 a. C. Manio Sempronio, un acomodado patricio romano, mata sin querer a un senador y es condenado a muerte. Incapaz de acabar con su propia vida, pide que le conmuten la pena por cualquier cosa, lo que sea. Así es enviado como legionario a Tracia, la tierra donde su padre, El Magnífico, forjó su leyenda como militar. A la carga de recuperar el honor familiar, hay que sumarle que le acompaña su esclavo Agorastocles: un amigo, un hermano... Otra carga. Éste tiene ambiciones propias que, como todo esclavo, sólo puede vivir a través de su amo.
En Tracia reina la calma desde hace décadas. El campamento es gobernado por el General de la Legión, Cneo Valerio, un anciano al cuidado de su hija Valeria, mujer acostumbrada a los tejemanejes de Roma que lleva a su padre por donde quiere. La llegada de Manio, desesperado por ser un héroe, pondrá patas arriba, en un tiempo récord, tanto la estabilidad militar de la zona como la vida cotidiana de todos los allí destinados.

## Reparto

### Primera temporada

#### Reparto principal
- Julián López - Manio Sempronio Galva
- Xosé Touriñán - Agorastocles
- Cecilia Freire - Valeria (Episodio 2 - Episodio 8)
- César Sarachu - Cneo Valerio Aquila
- Eduardo Antuña - Antonino (Episodio 1 - Episodio 2; Episodio 4 - Episodio 8)
- Priscilla Delgado - Ática (Episodio 2 - Episodio 8)
- Marta Fernández Muro - Domicia (Episodio 2 - Episodio 8)
- Aníbal Gómez - Corbulón (Episodio 2 - Episodio 8)
- Chani Martín - Rufus (Episodio 1 - Episodio 2; Episodio 4)
- Sergio Torrico - Póstumo (Episodio 1 - Episodio 2; Episodio 4)
- Manuel Tallafé - Celio (Episodio 1 - Episodio 5)
- Javier Carramiñana - Hombre de Cneo (Episodio 1 - Episodio 5)
- Antonio Gómez - Atilio

#### Y la colaboración de
- Manolo Solo - Tribunio Gabinio † (Episodio 1 - Episodio 5)
- Raúl Cimas - Hombre (Episodio 5)
- y Javier Botet - Primo Silvio (Episodio 2)
- y Arturo Valls - Liberto Vitinio (Episodio 4)
- y Fernando Cayo - Marco Cornelio Pisón † (Episodio 6)

#### Reparto secundario
- Enrique Martínez - Sacerdote Tracio (Episodio 3; Episodio 5 - Episodio 6)
- Carlos Chamarro - Salvio (Episodio 6)
- Bárbara Santa-Cruz - Bárbara (Episodio 6)

### Segunda temporada

#### Reparto principal
- Julián López - Manio Sempronio Galva
- Xosé Touriñán - Agorastocles
- Cecilia Freire - Valeria
- César Sarachu - Cneo Valerio Aquila
- Eduardo Antuña - Antonino
- Priscilla Delgado - Ática
- Marta Fernández Muro - Domicia
- Aníbal Gómez - Corbulón
- Chani Martín - Rufus
- Sergio Torrico - Póstumo
- Manuel Tallafé - Celio
- Isaac Gallego - Minicio
- Javier Carramiñana - Hombre de Cneo
- Antonio Gómez - Atilio

#### Reparto secundario
- Víctor Palmero - Silano "Cayo Vitruvio Druso" † (Episodio 7)
- Carlos Chamarro - Salvio (Episodio 7)
- Enrique Martínez - Sacerdote Tracio (Episodio 7 - Episodio 8)
- Ismael Fritschi - (Episodio 9)
- Esperanza Elipe - (Episodio 9)
- Luis G. Gámez - Saulo (Episodio 9 - Episodio 11)
- Daniel Ortiz - Marco Antonio (Episodio 10 - Episodio 11)
- José Manuel Poga - Décimo Dulio (Episodio 11)
- Fernando Esteso - Ovidio (Episodio 11)
- Felix Granado - Escriba (Episodio 8 -Episodio 10)

## Temporadas y episodios
| Temporada | Temporada | Episodios | Lanzamiento         | Lanzamiento         | Audiencia media | Audiencia media |
| Temporada | Temporada | Episodios | Lanzamiento         | Lanzamiento         | Espectadores    | Cuota           |
| --------- | --------- | --------- | ------------------- | ------------------- | --------------- | --------------- |
|           | 1         | 6         | 5 de abril de 2019  | 5 de abril de 2019  | -               | -               |
|           | 2         | 6         | 13 de marzo de 2020 | 13 de marzo de 2020 | -               | -               |
| Total     | Total     | 12        | 5 de abril de 2019  | 13 de marzo de 2020 | -               | -               |

### Primera temporada (2019)
Disponible completa bajo demanda en Movistar+ desde el 5 de abril de 2019.
| N.º (serie) | N.º (temp.) | Título                | Director(es)  | Guionista(s)                  | Fecha de emisión   | Audiencia |
| ----------- | ----------- | --------------------- | ------------- | ----------------------------- | ------------------ | --------- |
| 1           | 1           | «El extraordinario»   | Pepón Montero | Pepón Montero y Juan Maidagán | 5 de abril de 2019 | —         |
| 2           | 2           | «El otro»             | Pepón Montero | Pepón Montero y Juan Maidagán | 5 de abril de 2019 | —         |
| 3           | 3           | «Un momento de paz»   | Borja Cobeaga | Pepón Montero y Juan Maidagán | 5 de abril de 2019 | —         |
| 4           | 4           | «La patrulla perdida» | Borja Cobeaga | Pepón Montero y Juan Maidagán | 5 de abril de 2019 | —         |
| 5           | 5           | «Amistad»             | Borja Cobeaga | Pepón Montero y Juan Maidagán | 5 de abril de 2019 | —         |
| 6           | 6           | «Cornelio Pisón»      | Pepón Montero | Pepón Montero y Juan Maidagán | 5 de abril de 2019 | —         |

### Segunda temporada (2020)
Disponible completa bajo demanda en Movistar+ desde el 13 de marzo de 2020.
| N.º (serie) | N.º (temp.) | Título                             | Director(es)    | Guionista(s)                  | Fecha de emisión    | Audiencia |
| ----------- | ----------- | ---------------------------------- | --------------- | ----------------------------- | ------------------- | --------- |
| 7           | 1           | «El maestro»                       | Nacho Vigalondo | Pepón Montero y Juan Maidagán | 13 de marzo de 2020 | —         |
| 8           | 2           | «La cosa»                          | Nacho Vigalondo | Pepón Montero y Juan Maidagán | 13 de marzo de 2020 | —         |
| 9           | 3           | «El anillo»                        | Nacho Vigalondo | Pepón Montero y Juan Maidagán | 13 de marzo de 2020 | —         |
| 10          | 4           | «Esperanzas (Parte I)»             | Nacho Vigalondo | Pepón Montero y Juan Maidagán | 13 de marzo de 2020 | —         |
| 11          | 5           | «Esperanzas (Parte II)»            | Nacho Vigalondo | Pepón Montero y Juan Maidagán | 13 de marzo de 2020 | —         |
| 12          | 6           | «El último día de Manio Sempronio» | Nacho Vigalondo | Pepón Montero y Juan Maidagán | 13 de marzo de 2020 | —         |